# Dimítrios Georgalís
Dimítrios Georgalís (en grec moderne : Δημήτριος Γεωργαλής), né le 23 février 1974 à Trikala, est un coureur cycliste grec, spécialiste de la piste. Il a participé à trois reprises aux Jeux olympiques entre 1996 et 2004

## Palmarès sur piste

### Jeux olympiques
- Atlanta 1996
  - 7e du kilomètre
- Sydney 2000
  - 4e de la vitesse par équipes
  - 6e du kilomètre
- Athènes 2004
  - 8e de la vitesse par équipes
  - 15e du kilomètre

### Championnats du monde
- 1996
  - 4e de la vitesse par équipes
  - 7e du kilomètre

### Coupe du monde
- 1996
  - 3e du kilomètre à Cali
  - 3e de la vitesse par équipes à Athènes
- 1997
  - 1er de la vitesse par équipes à Cali
  - 1er de la vitesse par équipes à Trexlertown
  - 1er de la vitesse par équipes à Athènes
  - 3e du kilomètre à Athènes

### Championnats d'Europe
- 1996
  -  Médaillé d'argent de la vitesse par équipes
  -  Médaillé de bronze du kilomètre
- 1997
  -  Médaillé de bronze de la vitesse par équipes
- 2001
  -  Médaillé de bronze de la vitesse par équipes
- 2003
  -  Médaillé de bronze de la vitesse par équipes